# Jun Fukuda
Jun Fukuda (jap. 福田 純 Fukuda Jun; ur. 17 lutego 1928 w Mandżurii, zm. 3 grudnia 2000 w Tokio) – japoński reżyser i scenarzysta, twórca kilku filmów z serii o Godzilli. 

## Życiorys
W 1946 roku związał się z wytwórnią Tōhō i rozpoczął pracę jako asystent reżysera Hiroshiego Inagaki, z którym pracował przy realizacji filmów Rodan i Samurai trilogy (1954–1956). W 1959 roku Fukuda rozpoczął karierę jako samodzielny reżyser i jego wczesne filmy były mało znane. W połowie lat 60. XX w. zaczął rozwijać się w filmach komediowych. W 1966 r. powierzono mu reżyserię siódmego filmu z serii o Godzilli, zatytułowanego Ebirah – potwór z głębin. W roku następnym nakręcił kolejną część Syn Godzilli, w 1968 roku – Zniszczyć wszystkie potwory i roku kolejnym – Rewanż Godzilli reżyserowany wspólnie z Ishirō Hondą. W 1972 roku nakręcił film zatytułowany Godzilla kontra Gigan, a następnie – Godzilla kontra Megalon (1973), Godzilla kontra Mechagodzilla (1974), Powrót Mechagodzilli (1975), wyreżyserowany wspólnie z Ishirō Hondą.

## Filmografia

### Reżyser
- 1987: Stardust Story: Stardust Story
- 1986: Toho Unused Special Effects Complete Collection
- 1984: Gojira Fantajī: SF Kōkyō Fantajī
- 1978–1979: Saiyûki (serial TV)
- 1977: Wakusei daisenso
- 1974: Godzilla kontra Mechagodzilla
- 1974: Kigeki damashi no jingi
- 1974: Esupai
- 1973: Godzilla kontra Megalon
- 1973: Ryusei Ningen Zon (serial TV)
- 1972: Godzilla kontra Gigan
- 1971: Nishi no petenshi Higashi no sagishi
- 1971: 3000 kiro no wana
- 1970: Kigeki sore ga otoko no ikiru michi
- 1970: Yajû toshi
- 1969: Rewanż Godzilli
- 1969: Konto Gojugo-go: Uchu daibôken
- 1969: Dai Nippon suri shûdan
- 1969: Konto 55go-ore wa ninja no mago
- 1969: Konto 55go: Jinrui no daijakuten
- 1969: Nyu jirando no wakadaishô
- 1969: Kaiki daisakusen (serial TV)
- 1969: Furesshuman wakadaishô
- 1968: Zniszczyć wszystkie potwory
- 1968: Hyappatsu hyakuchû: Ôgon no me
- 1967: Syn Godzilli
- 1966: Ebirah – potwór z głębin
- 1966: Szalony Atlantyk
- 1965: Hyappatsu hyakuchu
- 1965: Honkon no shiroibara
- 1965: Ankokugai gekitotsu sakusen
- 1964: Chi to daiyamondo
- 1964: Kokusai himitsu keisatsu: Tora no kiba
- 1963: Norainu sakusen
- 1963: Hawai no wakadaishô
- 1963: Nippon jitsuwa jidai
- 1962: Ankokugai no kiba
- 1962: Nihon ichi no wakadaishô
- 1962: Josei jishin
- 1961: Hoero datsugokushu
- 1961: Ankokugai gekimetsu meirei
- 1961: Arigataya sandogasa
- 1961: Nakito gozansu
- 1961: Nasake muyo no wana
- 1960: Densō Ningen
- 1959: Osorubeki hiasobi